# Alkiza
Alkiza is een gemeente in de Spaanse provincie Gipuzkoa in de regio Baskenland met een oppervlakte van 12 km². Alkiza telt 358 inwoners (1 januari 2016).